# Zarządzanie taborem

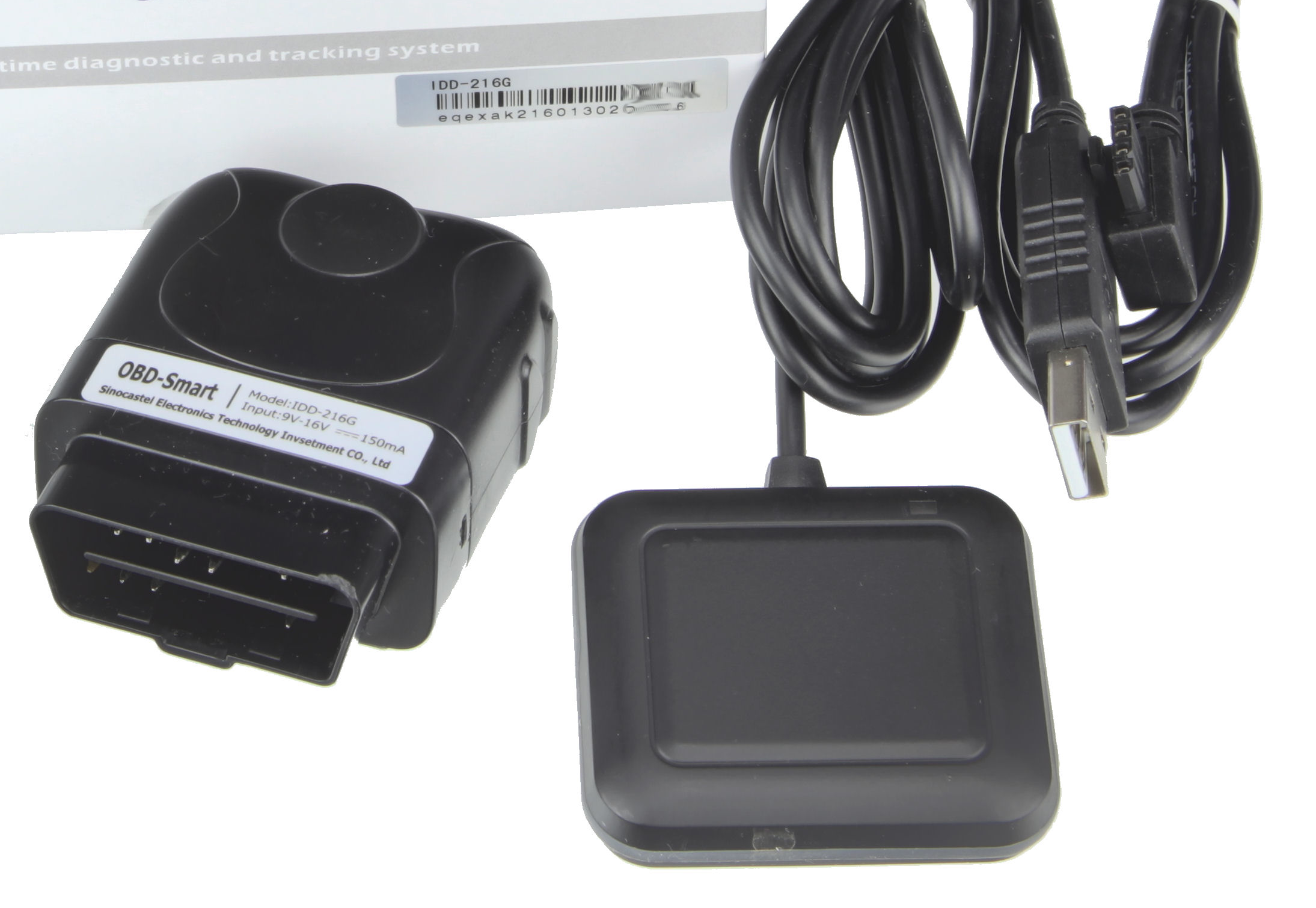
System śledzący pozycję pojazdu przydatny przy zarządzaniu taborem

Zarządzanie taborem (także: Zarządzanie flotą) (ang. car fleet management - CFM) – jest to proces logistyczny dotyczący środków transportu polegający na alokacji i przepływie środków transportu, zasobów ludzkich oraz innych zasobów w powiązaniu z innymi procesami logistycznymi realizowany poprzez uporządkowany zbiór czynności (planowanie, organizowanie, kierowanie i kontrolowanie). Uwzględnia się kryteria: czasu, efektywności spełniania celów organizacji, kosztów oraz lokalizacji. Celem zarządzania flotą jest porządkowanie działań mających na celu osiąganie pożądanych wyników jak również wykonywanie zadań przy optymalnym wykorzystaniu floty.
W ogólności termin ten odnosi się do całości zagadnień związanych z zarządzaniem środkami transportu – począwszy od ich przydziału do określonych zadań, poprzez nadzór nad serwisem, po wybór odpowiedniej polityki paliwowej. Do efektywnego zarządzania flotą praktycznie niezbędne jest stosowanie odpowiedniego oprogramowania komputerowego.
Zadania zarządzania flotą to:
- dysponowanie środkami transportowymi,
- zapewnienie wysokiej dostępności floty,
- koordynowanie działań,
- kontrolowanie wykorzystania floty oraz nadużyć.

## Wspomaganie decyzji w zarządzaniu flotą
Dziedzina wspomagania decyzji zajmuje się problematyką zarządzania flotą, szczególnie w zakresie planowania. Ze względu na duży stopień trudności problematyka ta podejmowana jest niezależnie w kilku aspektach:
- problem przydziału środków transportowych do zadań oraz odpowiednich baz transportowych
- problem ustalenia wymaganej liczebności i kompozycji taboru
- problem ustalenia liczby pracowników niezbędnych do obsługi taboru
- problem planowania odpowiednich marszrut do posiadanej floty pojazdów
- problem selekcji nowego taboru oraz planowania wymiany już istniejącego taboru.

Obecnie występuje tendencja do łączenia poszczególnych problemów w całość. Procedury rozwiązujące powyższe problemy mogą być częściowo lub w całości zaimplementowane w programach komputerowych. Ich kompleksowość ułatwia pracę fleet managerów, gromadząc w jednym miejscu: bieżącą lokalizację pojazdów, ewidencję kierowców i pojazdów oraz pomiar i kontrolę ich czasu pracy, narzędzia do wyznaczania i kontrolowania przebytych tras, zarządzania gospodarką techniczną, rezerwacjami, serwisami, eksploatacją i rozliczaniem maszyn. Całość powyższych danych jest analizowana i przedstawiana w formie przejrzystych raportów, ułatwiających podejmowanie decyzji strategicznych.

## Inne rozwiązania techniczne
Do innych rozwiązań ułatwiających zarządzanie flotą zaliczyć można:
- systemy OBD diagnozujące i informujące o uszkodzeniach pojazdów.
- systemy nawigacji satelitarnej (GPS)
- systemy informacji geograficznej (GIS)
- systemy komunikacji bezprzewodowej (np. GSM)
- tachografy (cyfrowe)